# Андерсон Пітерс
Андерсон Пітерс (англ. Anderson Peters; нар. 21 жовтня 1997) — гренадський легкоатлет, який спеціалізується в метанні списа.

## Спортивні досягнення
Учасник олімпійських змагань з метання списа (2021), де не подолав кваліфікаційний раунд.
Дворазовий чемпіон світу з метання списа (2019, 2022).
Бронзовий призер Континентального кубку (2018).
Бронзовий призер чемпіонату світу серед юніорів (2016).
Чемпіон Панамериканських ігор (2019).
Чемпіон Північної та Центральної Америки та країн Карибського басейну (2018).
Срібний (2022) та бронзовий (2018) призер Ігор Співдружності з метання списа.
Рекордсмен Північної та Центральної Америки та країн Карибського басейну у метанні списа (93,07; 2022).